# 대칭 작용소
작용소 이론에서 대칭 작용소(對稱作用素, 영어: symmetric operator)는 스스로의 정의역 위에서, 스스로가 에르미트 수반과 일치하는 작용소이다. 유한 차원에서의 에르미트 행렬을 일반화한 개념이다. 자기 수반 작용소의 개념과 달리, 그 정의역이 에르미트 수반의 정의역보다 더 작을 수 있다.

## 정의
다음이 주어졌다고 하자.
- {\displaystyle \mathbb {K} \in \{\mathbb {R} ,\mathbb {C} \}} (실수체 또는 복소수체 가운데 하나)
- {\displaystyle \mathbb {K} }-위상 벡터 공간 {\displaystyle E}
- {\displaystyle E}의 조밀 부분 벡터 공간 {\displaystyle \operatorname {dom} A}
- {\displaystyle \mathbb {K} }-선형 변환 {\displaystyle A\colon \operatorname {dom} A\to E^{*}}

만약 {\displaystyle A}가 다음 조건을 만족시킨다면, {\displaystyle A}를 대칭 작용소라고 한다.
{\displaystyle \langle Ax|y\rangle ={\overline {\langle Ay|x\rangle }}\qquad \forall x,y\in \operatorname {dom} A}
여기서
- {\displaystyle E^{*}}는 {\displaystyle E}의 연속 쌍대 공간이다.
- {\displaystyle {\bar {\color {White}a}}\colon \mathbb {K} \to \mathbb {K} }는 {\displaystyle \mathbb {K} =\mathbb {C} }일 경우 복소켤레이며, {\displaystyle \mathbb {K} =\mathbb {R} }일 경우 항등 함수이다.
- {\displaystyle \langle |\rangle }는 {\displaystyle E}와 {\displaystyle E^{*}} 사이의 자연스러운 곱 (즉, 연속 범함수의 값매김)이다.

### 힐베르트 공간의 경우
{\displaystyle H}가 힐베르트 공간이라고 하자. 리스 표현 정리에 따라 {\displaystyle H\cong H^{*}}이다. 이 경우, 대칭 작용소는 다음과 같이 여러 가지로 정의될 수 있으나, 이 정의들은 모두 서로 동치이다.
{\displaystyle \mathbb {K} }-힐베르트 공간 {\displaystyle (H,\langle \cdot |\cdot \rangle )}의 조밀 부분 벡터 공간 {\displaystyle \operatorname {dom} A\subseteq H}에 정의된 선형 변환
{\displaystyle A\colon \operatorname {dom} A\to H}
에 대하여 다음 조건들이 서로 동치이다.:58–59
- {\displaystyle A}는 대칭 작용소이다.
- 모든 {\displaystyle u,v\in \operatorname {dom} A}에 대하여, {\displaystyle \langle u|A|v\rangle =\langle Au|v\rangle }이다.
- {\displaystyle \operatorname {dom} A\subset \operatorname {dom} A^{*}}이며, 모든 {\displaystyle u\in \operatorname {dom} A}에 대하여 {\displaystyle Au=A^{*}u}이다. 여기서 {\displaystyle A^{*}}는 에르미트 수반이다.

힐베르트 공간 위의 대칭 작용소의 경우 항상 {\displaystyle \operatorname {dom} A\subset \operatorname {dom} A^{*}}이며, 따라서 {\displaystyle \operatorname {dom} A^{*}} 역시 조밀 집합이다.
대칭 작용소 {\displaystyle A}의 경우, {\displaystyle \operatorname {dom} A=\operatorname {dom} A^{*}}일 필요는 없다. 만약 이 조건을 추가한다면, 자기 수반 작용소의 개념을 얻는다.

## 성질

### 함의 관계
힐베르트 공간 {\displaystyle H}의 조밀 부분 벡터 공간 {\displaystyle D} 위에 정의된 작용소 {\displaystyle D\to H}들의 종류에 대하여, 다음과 같은 포함 관계가 성립한다.
| 자기 수반 작용소      | ⊂ | 대칭 작용소      | ⊂ | 작용소      |
| ∪                     |   | ∪                |   | ∪           |
| 유계 자기 수반 작용소 | = | 유계 대칭 작용소 | ⊂ | 유계 작용소 |
여기서 둘째 줄(유계 작용소)의 경우 {\displaystyle D=H}이다. 즉, 헬링거-퇴플리츠 정리(영어: Hellinger–Toeplitz theorem)에 따르면, 정의역이 힐베르트 공간 전체인 대칭 작용소는 유계 작용소이다.:67
유한 차원 힐베르트 공간 {\displaystyle \mathbb {C} ^{n}} 위의 작용소 {\displaystyle A}에 대하여, 다음이 서로 동치이다.
- {\displaystyle A}는 대칭 작용소이다.
- {\displaystyle A}는 자기 수반 작용소이다.
- {\displaystyle A}의 행렬은 에르미트 행렬이다.

### 결점 지표
복소수 힐베르트 공간 {\displaystyle H} 위의 대칭 작용소
{\displaystyle A\colon \operatorname {dom} A\to H}
를 생각하자. 즉, 부분 공간
{\displaystyle \operatorname {dom} A\subseteq \operatorname {dom} A^{*}\subseteq H}
이 존재한다. 이제 다음과 같은 두 부분 공간을 정의하자.
{\displaystyle N_{\pm }=\operatorname {im} (A\pm \mathrm {i} )^{\perp }=\left\{y\in H\colon \forall x\in \operatorname {dom} A\colon \langle y|A|x\rangle =-\mathrm {i} \langle y|x\rangle \right\}}
이들은 직교 여공간이므로 닫힌집합이며, 특히 힐베르트 공간을 이룬다. 그 차원
{\displaystyle \dim N_{\pm }}
을 {\displaystyle A}의 결점 지표(缺點指標, 영어: deficiency index)라고 한다.
폰 노이만 공식(영어: von Neumann formula)에 따르면, 다음이 성립한다.
{\displaystyle N_{\pm }=\ker(A^{*}\mp \mathrm {i} )}

### 대칭 확장
{\displaystyle \mathbb {K} }-힐베르트 공간 {\displaystyle H} 위의 대칭 작용소 {\displaystyle A\colon \operatorname {dom} A\to H}의 대칭 확장(對稱擴張, 영어: symmetric extension)은 다음을 만족시키는 작용소 {\displaystyle {\tilde {A}}\colon \operatorname {dom} {\tilde {A}}\to H}이다. 이 경우 {\displaystyle A\subseteq {\tilde {A}}}라고 표기하자.
- {\displaystyle \operatorname {dom} A\subseteq \operatorname {dom} {\tilde {A}}}
- {\displaystyle \forall v\in \operatorname {dom} A\colon Av={\tilde {A}}v}

즉, 이는
{\displaystyle \operatorname {graph} A\subseteq \operatorname {graph} {\tilde {A}}\subseteq H\oplus H}
인 조건과 같다.
대칭 확장 관계를 통해, {\displaystyle H} 위의 대칭 작용소들의 집합은 부분 순서 집합을 이룬다. 대칭 작용소의 대칭 확장은 일반적으로 유일하지 않으며, 존재하지 않을 수도 있다.
{\displaystyle \mathbb {K} =\mathbb {C} }라고 추가로 가정하자. 대칭 작용소 {\displaystyle A}의 자기 수반 확장들은 다음과 같은 유니터리 작용소와 일대일 대응한다.:81–84
{\displaystyle U\colon N_{+}\to N_{-}}
특히, {\displaystyle A}가 자기 수반 확장을 가질 필요 충분 조건은 두 결점 지표가 같은 것이다.
{\displaystyle \dim N_{+}=\dim N_{-}}
또한, {\displaystyle A}가 유일한 자기 수반 확장을 가질 필요 충분 조건은 두 결점 지표가 모두 0인 것이다.
{\displaystyle 0=\dim N_{+}=\dim N_{-}}

## 예
다음을 생각하자.
{\displaystyle H=\operatorname {L} ^{2}([0,1];\mathbb {C} )}
{\displaystyle \operatorname {dom} A=\{f\in {\mathcal {C}}^{1}([0,1],\mathbb {C} )\colon f(0)=f(1)=0\}\subsetneq H}
{\displaystyle A\colon \operatorname {dom} A\to H}
{\displaystyle A\colon f\mapsto -\mathrm {i} {\frac {\mathrm {d} }{\mathrm {d} x}}}
그렇다면, {\displaystyle A}는 대칭 작용소이다. 이 경우, {\displaystyle N_{\pm }}은 다음과 같은 미분 방정식의 해의 공간이다.
{\displaystyle \mp {\frac {\mathrm {d} u}{\mathrm {d} x}}={\frac {\mathrm {d} u}{\mathrm {d} x}}}
이는 각각 1차원이며, 구체적으로
{\displaystyle N_{\pm }=\operatorname {Span} \{x\mapsto \exp(\mp x)\}}
이다. 따라서 {\displaystyle A}는 자기 수반 연산자가 아니지만, 자기 수반 확장을 갖는다. 자기 수반 확장의 공간은 {\displaystyle \operatorname {U} (1)}과 동형이다.
구체적으로,
{\displaystyle \operatorname {dom} {\tilde {A}}=\{f\in {\mathcal {C}}^{1}([0,1],\mathbb {C} )\colon f(0)=f(1)\}\subsetneq H}
{\displaystyle {\tilde {A}}\colon \operatorname {dom} A\to H}
{\displaystyle {\tilde {A}}\colon f\mapsto -\mathrm {i} {\frac {\mathrm {d} }{\mathrm {d} x}}}
을 생각하자. 이는 {\displaystyle A}의 대칭 확장인데, 이 경우 {\displaystyle N_{+}({\tilde {A}})=N_{-}({\tilde {A}})=0}이므로, 유일한 자기 수반 확장을 갖는다.